# Elecciones regionales del Cuzco de 2002
Las elecciones regionales del Cusco de 2002 se llevaron a cabo el 17 de noviembre de 2002 para elegir al presidente regional, al vicepresidente regional y al Consejo Regional para el periodo 2003-2006. La elección se celebró simultáneamente con elecciones regionales y municipales (provinciales y distritales) en todo el Perú.

## Sistema electoral
El Gobierno Regional del Cusco es el órgano administrativo y de gobierno del departamento del Cusco. Está compuesto por el presidente regional, el vicepresidente regional y el Consejo Regional.
La votación del presidente, vicepresidente y consejo regional se realiza en base al sufragio universal, que comprende a todos los ciudadanos nacionales mayores de dieciocho años, empadronados y residentes en el departamento del Cusco y en pleno goce de sus derechos políticos.
El Consejo Regional del Cusco está compuesto por 13 consejeros elegidos por sufragio directo para un período de cuatro (4) años, en forma conjunta con la elección del presidente regional. La votación es por lista cerrada y bloqueada. Se asigna a la lista ganadora los escaños según el método d'Hondt o la mitad más uno, lo que más le favorezca.

## Partidos y candidatos
A continuación se muestra una lista de los principales partidos y alianzas electorales que participaron en las elecciones:
| Candidatura | Candidatura | Partidos y alianzas | Candidatos | Candidatos                  | Ideología                                               | Ref. |
| ----------- | ----------- | --- | ---------- | --------------------------- | ------------------------------------------------------- | ---- |
|             | APRA        | Lista - Partido Aprista Peruano (APRA) |            | Luis Wilson Ugarte          | Aprismo                                                 |      |
|             | AP          | Lista - Acción Popular (AP) |            | Armando Villanueva Mercado  | Humanismo Nacionalismo cívico Reformismo                |      |
|             | FIM         | Lista - Frente Independiente Moralizador (FIM)                                                                                              |            | Carlos Cuaresma Sánchez     | Reformismo                                              |      |
|             | UPP         | Lista - Agrupación Independiente Unión por el Perú - Frente Amplio (UPP)                                                                    |            | Hugo Gonzáles Sayán         | Liberalismo Progresismo Socialdemocracia                |      |
|             | PP          | Lista - Perú Posible (PP) |            | Juan González Muñíz         | Socioliberalismo Democracia liberal Tercera vía         |      |
|             | SP          | Lista - Somos Perú (SP) |            | Carlos Bedia Benites        | Democracia cristiana Conservadurismo social             |      |
|             | RA          | Lista - Renacimiento Andino (RA) |            | Carlos Sobrino Pancorbo     | Indigenismo Plurinacionalismo Socialdemocracia          |      |
|             | UN          | Lista - Unidad Nacional (UN) – Partido Popular Cristiano (PPC) – Solidaridad Nacional (SN) – Renovación Nacional (RN) – Cambio Radical (CR) |            | Demetrio Gudiel Torre       | Democracia cristiana Conservadurismo Neoliberalismo     |      |
|             | MNI         | Lista - Movimiento Nueva Izquierda (MNI) |            | Néstor Guevara Cusipaucar   | Marxismo-leninismo Mariateguismo Socialismo democrático |      |
|             | FD          | Lista - Fuerza Democrática (FD) |            | Washington Román Rojas      | Reformismo                                              |      |
|             | MAPU        | Lista - Movimiento Amplio País Unido (MAPU)                                                                                                 |            | César Blanco Núñez          |                                                         |      |
|             | JxP         | Lista - Movimiento Democrático Juntos por el Progreso (JxP)                                                                                 |            | Marina Sequeiros Montesinos | Regionalismo cusqueño                                   |      |
|             | Inka        | Lista - Movimiento Regional Inka Pachakuteq (Inka)                                                                                          |            | José Marín Loaiza           | Regionalismo cusqueño                                   |      |

## Resultados

### Sumario general
|                        |                                                                  |              |              |              |            |            |  |  |
| Partidos y coaliciones | Partidos y coaliciones                                           | Voto popular | Voto popular | Voto popular | Consejeros | Consejeros |  |  |
| Partidos y coaliciones | Partidos y coaliciones                                           | Votos        | %            | ±pp          | Total      | +/−        |  |  |
|                        | Frente Independiente Moralizador (FIM)                           | 87,057       | 19.85        | n/a          | 8          | n/a        |  |  |
|                        | Agrupación Independiente Unión por el Perú - Frente Amplio (UPP) | 77,261       | 17.62        | n/a          | 2          | n/a        |  |  |
|                        | Movimiento Democrático Juntos por el Progreso (JPP)              | 69,193       | 15.78        | n/a          | 1          | n/a        |  |  |
|                        | Partido Aprista Peruano (APRA)                                   | 66,570       | 15.18        | n/a          | 1          | n/a        |  |  |
|                        | Movimiento Regional Inka Pachakuteq (Inka)                       | 37,270       | 8.50         | n/a          | 1          | n/a        |  |  |
|                        | Movimiento Nueva Izquierda (MNI)                                 | 21,033       | 4.80         | n/a          | 0          | n/a        |  |  |
|                        | Perú Posible (PP)                                                | 19,653       | 4.48         | n/a          | 0          | n/a        |  |  |
|                        | Somos Perú (SP)                                                  | 16,306       | 3.72         | n/a          | 0          | n/a        |  |  |
|                        | Acción Popular (AP)                                              | 14,071       | 3.21         | n/a          | 0          | n/a        |  |  |
|                        | Fuerza Democrática (FD)                                          | 10,230       | 2.33         | n/a          | 0          | n/a        |  |  |
|                        | Unidad Nacional (UN)                                             | 8,817        | 2.01         | n/a          | 0          | n/a        |  |  |
|                        | Renacimiento Andino (RA)                                         | 8,164        | 1.86         | n/a          | 0          | n/a        |  |  |
|                        | Movimiento Amplio País Unido (MAPU)                              | 2,871        | 0.65         | n/a          | 0          | n/a        |  |  |
|                        |                                                                  |              |              |              |            |            |  |  |
| Total                  | Total                                                            | 438,496      |              |              | 13         | ±0         |  |  |
|                        |                                                                  |              |              |              |            |            |  |  |
| Votos válidos          | Votos válidos                                                    | 438,496      | 87.47        | n/a          |            |            |  |  |
| Votos en blanco        | Votos en blanco                                                  | 18,462       | 3.68         | n/a          |            |            |  |  |
| Votos nulos            | Votos nulos                                                      | 44,353       | 8.85         | n/a          |            |            |  |  |
| Votos emitidos         | Votos emitidos                                                   | 501,311      | 79.88        | n/a          |            |            |  |  |
| Abstenciones           | Abstenciones                                                     | 126,239      | 20.12        | n/a          |            |            |  |  |
| Votantes registrados   | Votantes registrados                                             | 627,550      |              |              |            |            |  |  |
|                        |                                                                  |              |              |              |            |            |  |  |
| Fuente:                |                                                                  |              |              |              |            |            |  |  |

### Autoridades electas
| Cargo                             | Autoridad electa | Autoridad electa         | Partido político | Partido político                                           |
| --------------------------------- | ---------------- | ------------------------ | ---------------- | ---------------------------------------------------------- |
| Presidente Regional del Cusco     |                  | Carlos Cuaresma Sánchez  |                  | Frente Independiente Moralizador                           |
| Vicepresidente Regional del Cusco |                  | Rómulo Merino Izquierdo  |                  | Frente Independiente Moralizador                           |
| Consejero Regional del Cusco      |                  | Luis Caballero Girón     |                  | Frente Independiente Moralizador                           |
| Consejero Regional del Cusco      |                  | Luis Victoria Fernández  |                  | Frente Independiente Moralizador                           |
| Consejero Regional del Cusco      |                  | Wenceslao Holguín Cute   |                  | Frente Independiente Moralizador                           |
| Consejero Regional del Cusco      |                  | Celso Pacheco Yabar      |                  | Frente Independiente Moralizador                           |
| Consejero Regional del Cusco      |                  | Daguer Soria Salvatierra |                  | Frente Independiente Moralizador                           |
| Consejera Regional del Cusco      |                  | Blanca Pilares Suyo      |                  | Frente Independiente Moralizador                           |
| Consejero Regional del Cusco      |                  | Mauro Hancco Halire      |                  | Frente Independiente Moralizador                           |
| Consejero Regional del Cusco      |                  | Abelardo Ramírez Gudiel  |                  | Frente Independiente Moralizador                           |
| Consejero Regional del Cusco      |                  | Edgar Zecenarro Matheus  |                  | Agrupación Independiente Unión por el Perú - Frente Amplio |
| Consejero Regional del Cusco      |                  | Aquiles Cruz Chaparro    |                  | Agrupación Independiente Unión por el Perú - Frente Amplio |
| Consejero Regional del Cusco      |                  | Efraín Quiñones Arizabal |                  | Movimiento Democrático Juntos por el Progreso              |
| Consejero Regional del Cusco      |                  | David Navia Miranda      |                  | Partido Aprista Peruano                                    |
| Consejero Regional del Cusco      |                  | Percy Alfaro Valencia    |                  | Movimiento Regional Inka Pachakuteq                        |